# أفيري شارب
أفيري شارب (بالإنجليزية: Avery Sharpe)‏ هو عازف جاز أمريكي، ولد في 23 أغسطس 1954 في فالدوستا في الولايات المتحدة.

## وصلات خارجية
- أفيري شارب على موقع ميوزك برينز (الإنجليزية)
- أفيري شارب على موقع أول ميوزيك (الإنجليزية)
- أفيري شارب على موقع ديسكوغز (الإنجليزية)